# Apoproegmena
Apoproegmena, Grieks: ἀποπροηγμένα, is een uit het Grieks afkomstig filosofische begrip, dat vooral in het stoïcisme wordt gebruikt. Het betekent letterlijk 'niet gewenst' en wordt gebruikt om zaken te benoemen, die in de stoïcijnse leer verwerpelijk zijn en moeten worden vermeden, zoals ziekte en lelijkheid. Het tegenovergestelde van apoproegmena  is proegmena.